# 阿什弗拉特 (阿肯色州)
阿什弗拉特（英語：Ash Flat）是一個位於美國阿肯色州夏普縣和富爾頓縣的城市。根據2020年美國人口普查，該地人口為1137人，而該地的面積約為16.36平方千米。同時該地也是夏普縣的縣治。

## 地理
阿什弗拉特的座標為36°13′52″N 91°36′33″W / 36.23111°N 91.60917°W，而該地的平均海拔高度為202米（即663英尺）。